# Xianling (Tang)
Xianling (献陵; Xiànlíng) är ett gravkomplex från den kinesiska Tangdynastin där dynastins grundare kejsar Gaozu är begravd. Kejsaren avled år 635. Xianling är en av Tangdynastins arton kejsargravar och ligger i byn Yonghe i Sanyuan härad i Xianyang prefektur i Shaanxi-provinsen dryg 40 km nordost om Xi'an.
Xianling uppfördes av efterföljande kejsar Taizong under ledning av arkitekten Yan Lide. Graven är byggd  som en jordpyramid med falt topp inspirerad från Handynastins kejsar Guangwudis mausoleum Yuanling (原陵) och byggdes 6 zhang (丈) hög (ca 21 m). Basen på pyramiden mäter 120 x 150 m. Den blygsamma höjden på Xianling beror på att kejsar Gaozu proklamerade på sin dödsbädd att "Begravningssystemet ska vara enkelt och sparsamt" (園陵制度, 務從儉約).
I hela gravkomplexet som har en omkrets på ca 10 km finns även 67 ytterligare gravar öster och norr om kejsargraven.